# Schlösschen Altenburg
Das Schlösschen Altenburg (auf Schweizerdeutsch auch Schlössli genannt) ist eine Burg in der Schweizer Stadt Brugg. Sie steht rund 1 km westlich der Altstadt im Stadtteil Altenburg am Ufer der Aare. Die Burg hat ihren Ursprung in einem römischen Kastell, das um 370 n. Chr. errichtet worden war. Ende des 10. Jahrhunderts war sie die erste nachweisbare Residenz der Habsburger. Heute dient die Anlage als Jugendherberge.

## Geschichte

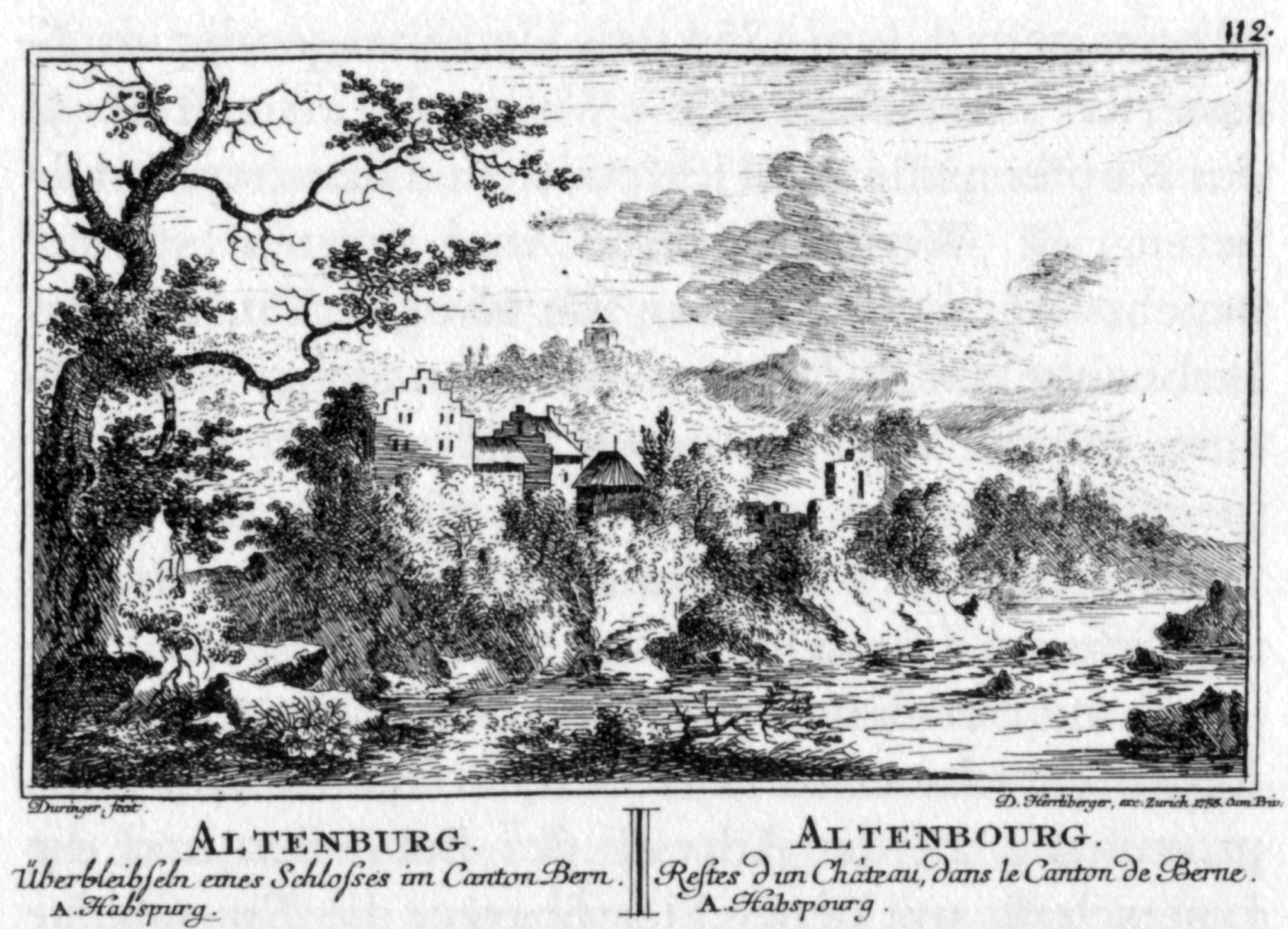
Das Schlössli Altenburg auf einem Stich von David Herrliberger, 1758

Das römische Kastell Altenburg, eines von drei an der Aare gelegenen Flusskastellen, wurde um das Jahr 370 herum unter Kaiser Valentinian I. erbaut. Es entstand auf einem steilen Felskopf an der Flussbiegung und war Teil des Donau-Iller-Rhein-Limes. Allerdings lassen einige Münzfunde darauf schliessen, dass das Kastell möglicherweise bereits zu Beginn des 4. Jahrhunderts erbaut worden war. Vermutlich schützte es einen Umladeplatz, da die anschliessende Flussenge aufgrund zahlreicher Felsen für Lastkähne nur schwer passierbar war. Ausserdem konnte der Fluss an dieser Stelle leicht überschritten werden. Nur wenige Jahre später, zwischen 401 und 406, wurde das Bauwerk wieder aufgegeben.
Im späten 10. Jahrhundert liess sich hier ein Adelsgeschlecht nieder, welches möglicherweise ursprünglich von den elsässischen Etichonen abstammte. Graf Lanzelin gab den Auftrag, unter Verwendung der vorhandenen römischen Mauern eine kleine Burg zu errichten. Um 1020 ordnete Lanzelins Sohn Radbot den Bau der Habsburg auf dem drei Kilometer südwestlich gelegenen Wülpelsberg an. Einige Jahrzehnte später nahm das Geschlecht den Namen dieser Burg an. Nachdem die Habsburger umgezogen waren, überliessen sie die Altenburg treuen Gefolgsleuten, zunächst den Schenken von Habsburg, später der Familie Effinger von Brugg.
1397 wurde die Altenburg zusammen mit dem gesamten Eigenamt an das von den Habsburgern gegründete Kloster Königsfelden übertragen. Nach der Eroberung des Aargaus im Jahr 1415 fiel die Anlage in den Besitz der Stadt Bern. Die Gesellschaft Pro Vindonissa und die Aargauische Historische Gesellschaft erwarben 1938 das Areal.

## Anlage
Das spätrömische Kastell wies einen glockenförmigen Grundriss auf, die Innenfläche war 28,3 Aren gross. Mindestens vier halbrunde Türme sowie ein nicht mehr zu erkennender Graben schützten die bis zu fünf Meter dicke Mauer. Die Reste der flussseitigen Mauer wurden 1894 beim Bau eines Zulaufkanals für das Brugger Wasserkraftwerk abgerissen. Die erhalten gebliebenen antiken Ruinen sind in die heute bestehenden Gebäude integriert.
Die markantesten Gebäude sind das Turmhaus und das Giebelhaus, die beide im Jahr 1570 im spätgotischen Stil errichtet wurden. Die Westwand des Turmhauses besteht bis in eine Höhe von sieben Metern aus römischem Mauerwerk (die höchste erhalten gebliebene römische Mauer der Schweiz). Im Turmhaus wurde 1943 eine Jugendherberge eingerichtet. Innerhalb der Kastellmauern befinden sich ausserdem einige Bauernhäuser, die auf die erste Hälfte des 16. Jahrhunderts zurückgehen.